# Csíkos bentévi
A csíkos bentévi (Myiodynastes maculatus) a madarak (Aves) osztályának verébalakúak (Passeriformes) rendjébe és a királygébicsfélék (Tyrannidae) családjába tartozó faj.

## Rendszerezése
A fajt Philipp Ludwig Statius Muller német zoológus írta le 1776-ban, a Muscicapa nembe Muscicapa maculata néven.

## Alfajai
- Myiodynastes maculatus chapmani Zimmer, 1937
- Myiodynastes maculatus difficilis Zimmer, 1937
- Myiodynastes maculatus insolens Ridgway, 1887
- Myiodynastes maculatus maculatus (Statius Muller, 1776)
- Myiodynastes maculatus nobilis P. L. Sclater, 1859
- Myiodynastes maculatus solitarius (Vieillot, 1819)
- Myiodynastes maculatus tobagensis Zimmer, 1937

## Előfordulása
Mexikó, Belize, Costa Rica, Guatemala, Honduras, Nicaragua, a Panama, Trinidad és Tobago, Bolívia, Brazília, Kolumbia, Ecuador, Francia Guyana, Guyana, Paraguay, Peru, Suriname, Uruguay és Venezuela területén honos.
A természetes élőhelye szubtrópusi és trópusi síkvidéki- és hegyi esőerdők, mocsári erdők, mangroveerdők és szavannák. Vonuló faj.

## Megjelenése
Testhossza 19,5–21 centiméter, testtömege 37–50 gramm.
|  |

## Életmódja
Főleg rovarokkal táplálkozik.

## Természetvédelmi helyzete
Az elterjedési területe rendkívül nagy, egyedszáma pedig stabil. A Természetvédelmi Világszövetség Vörös listáján nem fenyegetett fajként szerepel.